# Camelopardalis
Camelopardalis o la Jirafa es una gran constelación del hemisferio norte celeste muy poco conspicua, pues sus estrellas más brillantes (siete) son solo de magnitud 5. Está situada entre las constelaciones de Auriga y las dos Osas. El nombre de Camelopardalis proviene de "camello-leopardo", nombre que los griegos dieron a la jirafa, ya que pensaban que tenía la cabeza de camello y las manchas de leopardo.
Fue introducida como constelación por Petrus Plancius y publicada por Jakob Bartsch en 1624 en su libro sobre las constelaciones.
El mejor mes para ver a Camelopardalis (suponiendo que la vemos a la medianoche) es noviembre.

## Características destacables

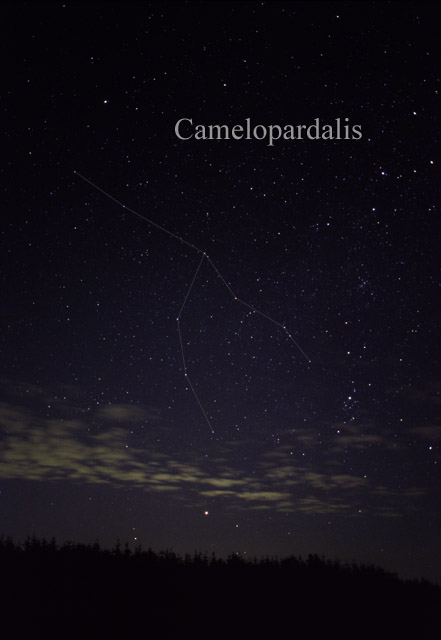
Constelación de Camelopardalis

β Camelopardalis, la estrella más brillante de la constelación, es una supergigante amarilla de tipo espectral G1Ib cuyo radio es 58 veces más grande que el radio solar.
Le sigue en brillo CS Camelopardalis, una supergigante blanco-azulada de tipo B9Ia distante más de 2000 años luz. Se encuentra inmersa en la nebulosa de reflexión VdB 14 y es miembro de la Asociación estelar Cam OB1, que incluye otras jóvenes estrellas de la constelación como CE Camelopardalis. Catalogada como variable Alfa Cygni, su variación de brillo es de solo 0,05 magnitudes.
La tercera estrella en brillo es α Camelopardalis, una supergigante azul de tipo O9.5Iae realmente alejada, pues se piensa que está a una incierta distancia entre 3200 y 6000 años luz del sistema solar. Considerando la menor de las distancias, su luminosidad —incluida la energía radiada en el ultravioleta— equivaldría a 676 000 soles, por lo que es una de las estrellas más luminosas de la Vía Láctea.
Mucho más próxima que las tres estrellas anteriores, 23 H. Camelopardalis (HD 46588), es una enana amarilla de tipo F7V situada a 58 años luz. Más caliente que el Sol —con 6165 K de temperatura superficial— puede ser una binaria espectroscópica con un período orbital de 60 días, si bien su duplicidad no está confirmada.
Semejante a esta estrella es HD 33564, alrededor de la cual se ha detectado un planeta gigante con una masa igual o superior a 9 veces la de Júpiter.
También Tonatiuh (nombre oficial de HD 104985), gigante amarilla de tipo G9III, tiene en órbita un planeta 6 veces más masivo que Júpiter separado 0,78 ua de la estrella.
Entre las variables de la constelación está U Camelopardalis, estrella de carbono y variable semirregular rodeada por una esfera de gas casi perfecta de la cual el telescopio Espacial Hubble ha podido obtener una imagen.
TX Camelopardalis es una variable Mira cuyo brillo oscila entre magnitud 7,8 y 16,9.
Por el contrario, Z Camelopardalis, es una binaria compuesta por una estrella amarilla y una enana blanca muy próximas entre sí. Es el prototipo de una subclase de variables cataclísmicas de tipo nova enana; las estrellas de este grupo son especialmente conocidas por sus «estancamientos» aleatorios.
AX Camelopardalis es otra variable en la constelación cuyo campo magnético es 13 700 veces mayor que el solar; además, la distribución del hierro en su superficie no muestra una correlación obvia con la geometría de dicho campo.

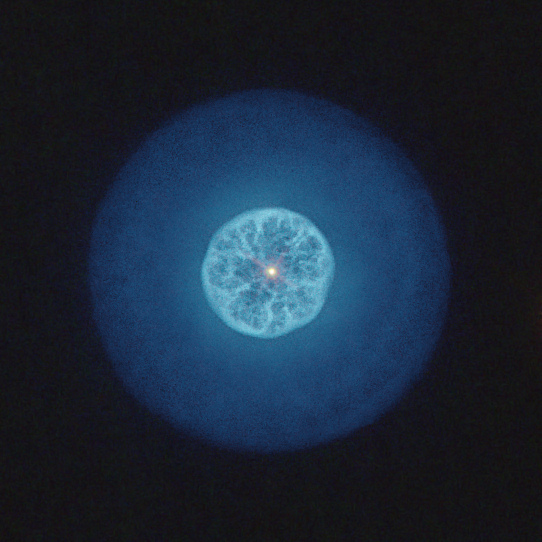
Nebulosa planetaria IC 3568

Distante 17,6 años luz, Gliese 445 es una enana roja de tipo M4.0V en esta constelación. La sonda Voyager 1 navega por el espacio dirigiéndose hacia esta estrella y, dentro de 40 000 años, pasará a 1,6 años luz de ella.
Camelopardalis cuenta con varios objetos del espacio profundo interesantes.
NGC 1502 es un cúmulo abierto distante 3500 años luz que probablemente forma parte del Brazo de Orión.
NGC 1501 e IC 3568 son sendas nebulosas planetarias situadas a algo menos de 5000 años luz. La primera es informalmente conocida como nebulosa de la Ostra. Por su parte, IC 3568 es conocida como la nebulosa de la Rodaja de Limón, y su estrella central tiene una temperatura estimada de 50 000 K y una luminosidad 9100 veces superior a la del Sol.
Situada a 11 millones de años luz de la Tierra, NGC 1569 es una galaxia irregular que se caracteriza por su elevada tasa de formación estelar: durante los últimos 100 millones de años el ritmo de creación de estrellas ha sido cien veces mayor que el de la Vía Láctea.
NGC 2403 es una galaxia espiral intermedia, miembro periférico del Grupo de M81. A una distancia de 8 millones de años luz, fue la primera galaxia ajena al Grupo Local dentro de la cual se descubrió una variable cefeida.

## Estrellas principales

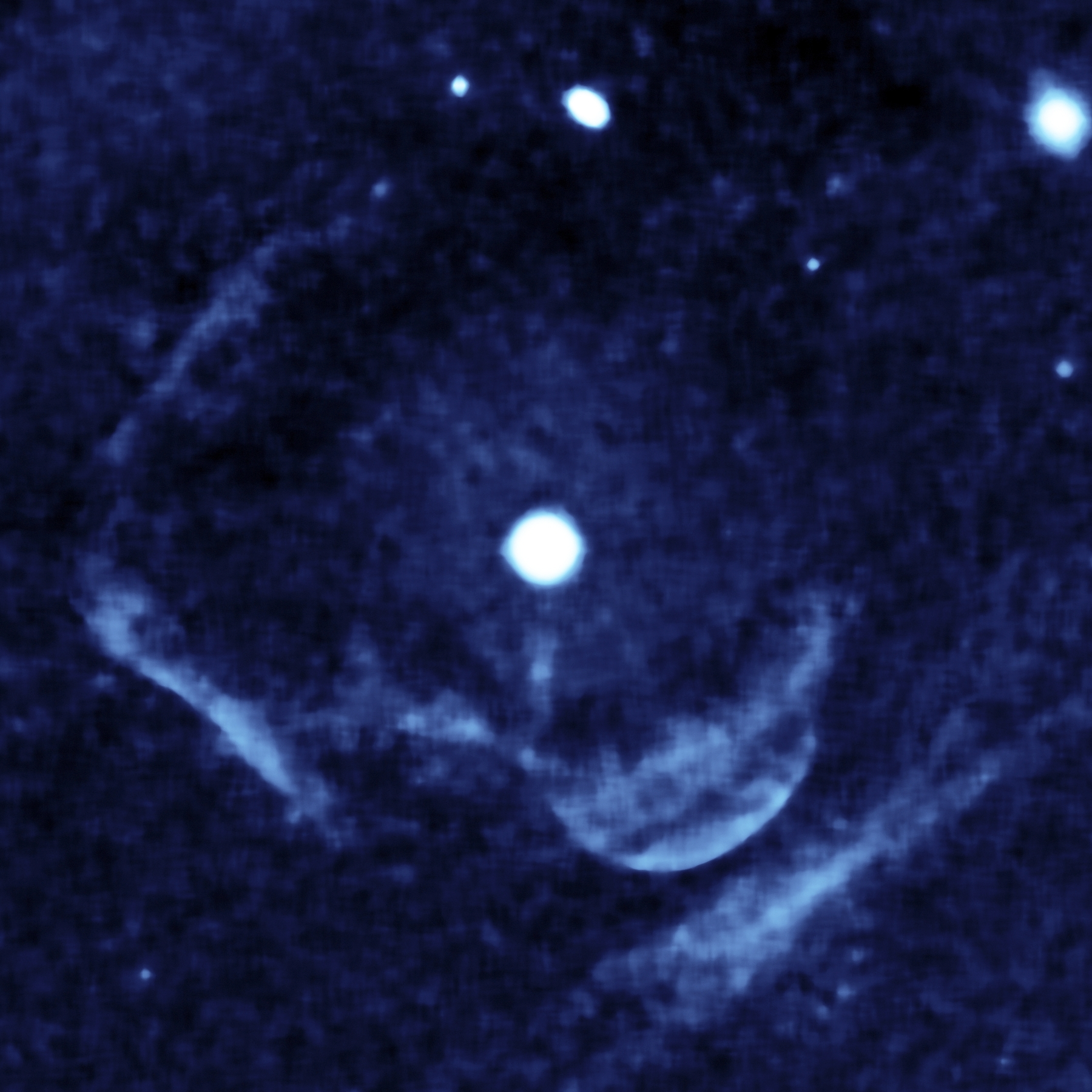
Imagen de la variable cataclísmica Z Camelopardalis en el ultravioleta.

- α Camelopardalis, distante supergigante azul de magnitud 4,26 que puede estar asociada al cúmulo NGC 1502.
- β Camelopardalis, supergigante amarilla de magnitud 4,03, la estrella más brillante de la constelación.
- γ Camelopardalis, subgigante blanca de magnitud 4,62.
- 7 Camelopardalis, estrella múltiple de cuatro componentes; su estrella principal tiene magnitud 4,45.
- 11 Camelopardalis (BV Camelopardalis), estrella Be y variable Gamma Cassiopeiae de magnitud media 5,03.
- 16 Camelopardalis, estrella blanca de la secuencia principal de magnitud 5,25.
- 37 Camelopardalis, gigante amarilla de magnitud 5,36 pobre en metales.
- 53 Camelopardalis (AX Camelopardalis), estrella químicamente peculiar de magnitud 6,02.
- 23 H. Camelopardalis (HD 46588), enana amarilla de magnitud 5,45 que probablemente tiene una tenue compañera estelar.
- Y Camelopardalis, binaria eclipsante y variable Delta Scuti, una de las pocas estrellas que presentan ambos tipos de variabilidad.
- Z Camelopardalis, estrella variable cataclísmica que entra en erupción cada dos o tres semanas; su brillo oscila entre un máximo de 10,0 y un mínimo de 14,50. Es el prototipo de una subclase de variables dentro de las novas enanas.
- BC Camelopardalis, estrella peculiar de magnitud 6,47.
- BD Camelopardalis, estrella simbiótica cuya componente visible es una gigante de tipo espectral S.
- BE Camelopardalis, gigante roja luminosa y variable irregular cuyo brillo fluctúa entre magnitud 4,35 y 4,48.
- BK Camelopardalis, estrella Be de magnitud 4,73.
- CE Camelopardalis, supergigante blanca de magnitud 4,60.
- CS Camelopardalis, estrella binaria a unos 1940 años luz y variable Alfa Cygni. De brillo variable entre magnitud 4,29 y 4,34, es la segunda estrella más brillante de la constelación aunque carece de denominación de Bayer.
- TU Camelopardalis, binaria espectroscópica eclipsante con un período de 2,933 días.
- TX Camelopardalis, variable Mira cuyo período es de 557,4 días.
- VZ Camelopardalis, gigante roja y variable irregular; su brillo oscila entre magnitud 4,8 y 4,96.
- HD 33564, estrella de magnitud 5,10 con un planeta gigante en órbita.
- HD 104985, gigante amarilla de magnitud 5,80 con un planeta extrasolar.
- Gliese 275.1, enana roja de magnitud 10,79.
- Gliese 445, enana roja situada a 17,6 años luz del sistema solar.
- Stein 2051 (GJ 169.1), estrella binaria formada por una enana roja y una enana blanca a 18 años luz de distancia.

## Objetos de cielo profundo

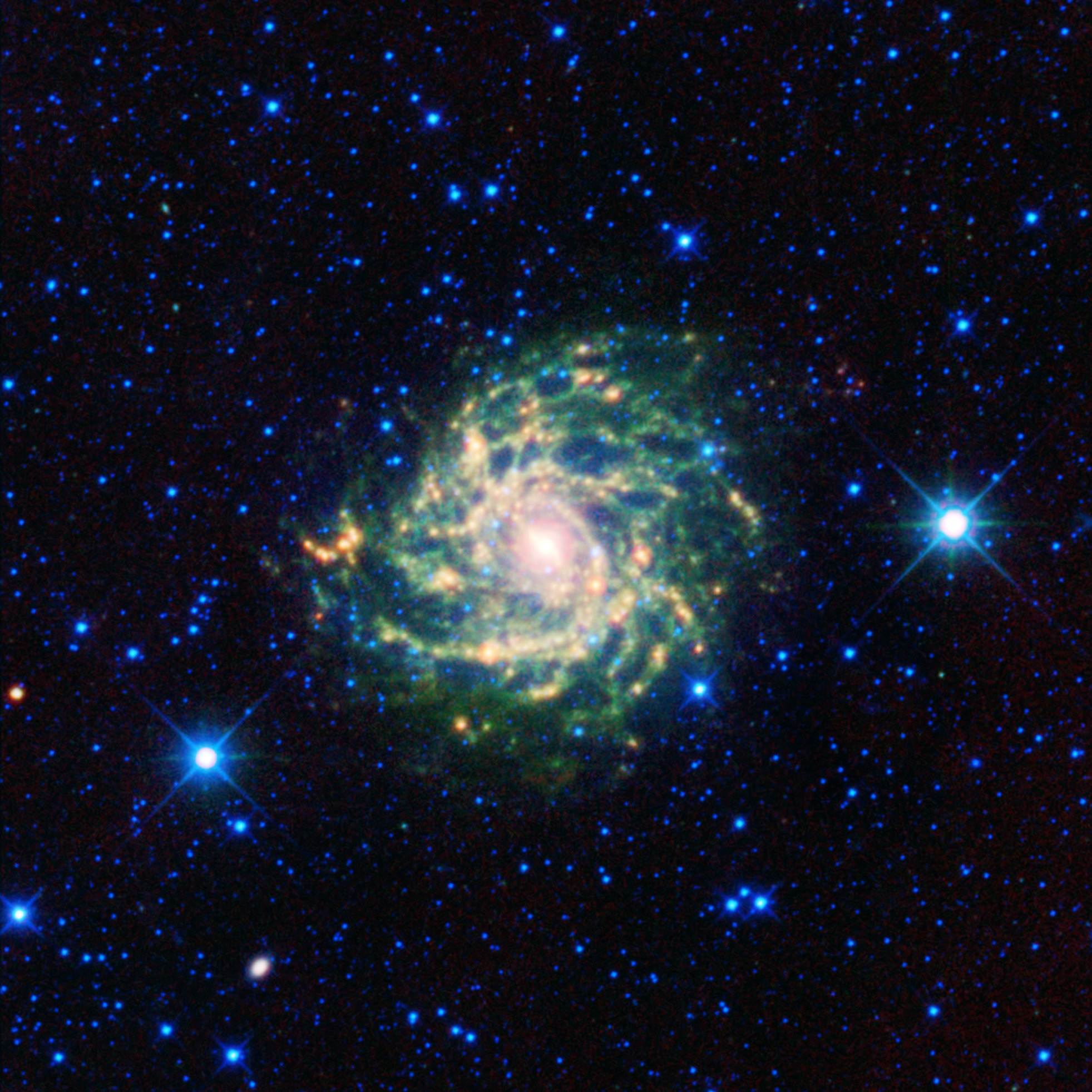
Galaxia espiral IC 342

- NGC 1569. AR: 04h 30m 49.2s Dec: +64°50′53″ (Época 2000). Galaxia irregular cercana que está experimentando una elevada actividad de formación de estrellas.
- NGC 2403. AR: 07h 36m 54.0s Dec: +65°36′0″ (Época 2000). Es una de las galaxias espirales más cercanas a la Vía Láctea excluyendo las del Grupo Local.
- IC 342. AR: 03 h 46 m 48,5 s Dec: +8 ° 05 '46 " (Época 2000). La galaxia, ubicada a unos 7 millones de años luz de distancia se encuentra cerca del ecuador galáctico, donde oscurecimiento del polvo lo convierte en un objeto difícil para los astrónomos aficionados y profesionales para observar.
- NGC 1502. AR: 04h 07m 42.0s Dec: +62°20′0″ (Época 2000). Cúmulo abierto entre α Camelopardalis y β Camelopardalis.
- NGC 2523. AR: 07h 36m 54.0s Dec: +65°36′0″ (Época 2000) Galaxia espiral débil, magnitud de 13.
- Cascada de Kemble. Cúmulo de estrellas de octava magnitud.
- NGC 1501. AR: 04h 07m 00.0s Dec: +60°55′0″ (Época 2000). Nebulosa planetaria débil con un disco irregular.
- IC 3568, nebulosa planetaria de magnitud 10,6 con forma casi esférica.

## Historia

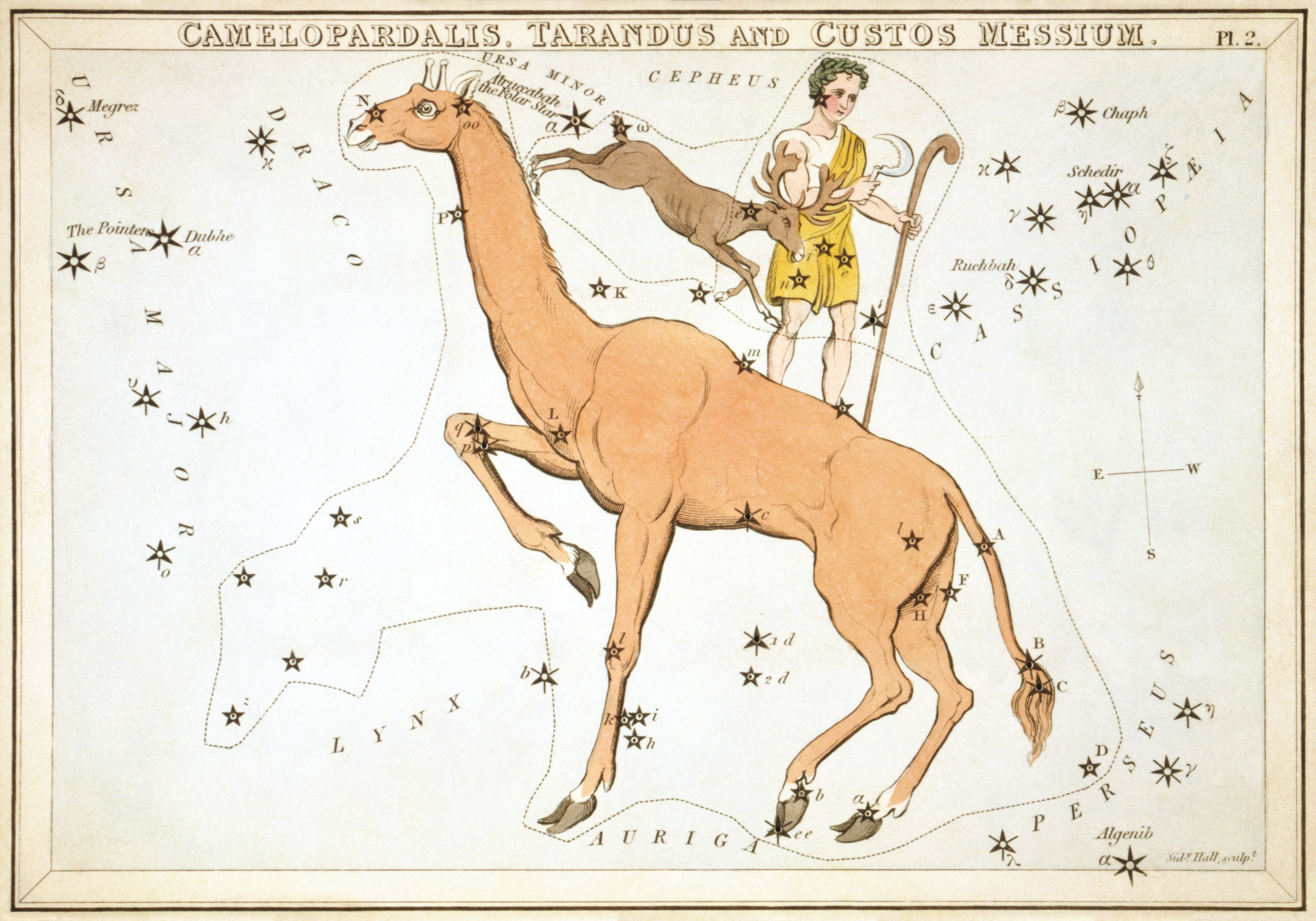
Camelopardalis como se muestra en Espejo de Urania, un conjunto de tarjetas de constelaciones publicado en Londres c. 1823. Encima se muestran las constelaciones ahora abandonadas de Tarandus y Custos Messium.

Camelopardalis no es una de las 48 constelaciones de Ptolomeo en el Almagesto. Fue creada por Petrus Plancius en 1613. Apareció por primera vez en un globo terráqueo diseñado por él y producido por Pieter van den Keere . Un año después, Jakob Bartsch lo incluyó en su atlas. Johannes Hevelius describió esta constelación en sus obras que fueron tan influyentes que se la conoció como Camelopardali Hevelii o se abrevió como Camelopard. Hevel.
Parte de la constelación fue sacada para formar la constelación Sciurus Volans, la ardilla voladora, por William Croswell en 1810. Sin embargo, esto no fue tomado por cartógrafos posteriores.